# Paul Blanc (peintre graveur)
Pour les articles homonymes, voir Paul Blanc et Blanc (homonymie).
Paul Blanc, né le 22 septembre 1836 à la Verdière et mort le 1er juillet 1910 à Aix-en-Provence, est un peintre, graveur et dessinateur français.

## Biographie
Paul Émile Blanc est né le 22 septembre 1836 à la Verdière, dans le Var. Il est le fils d’Étienne Grégoire Blanc et de Marie Anne Adélaïde Paul. Son père, ainsi que ses deux frères et ses oncles sont avocats et notaires. Très jeune, il se distingue par son originalité, rejetant les conventions sociales et familiales.
Étudiant à l'école des arts décoratifs à Paris, il est ensuite élève du peintre Charles Gleyre en 1856. Puis, il entre dans l’atelier d’Alexandre Hesse en 1859. Élève d’Ernest Meissonier à Poissy, il entre en 1863 dans la classe de Gérôme à l’école des Beaux-Arts de Paris, avec son ami Théophile Poilpot jusqu’en 1867. Il est remarqué par ses silhouettes de mendiants qu’il trace au fusain.
Il effectue plusieurs voyages en Italie, d’abord en 1868 et 1869, puis de 1873 à 1883. Il s'inspire des maîtres de la peinture classique. Il dessine des scènes d’enfants et surtout des portraits de mendiants.
En 1869, il peint une fresque, La mise au tombeau, dans le chœur de l’église Notre-Dame de l’Assomption, à la Verdière. Il réalise plusieurs fresques dans l'église de Flassans : Le Crucifiement d'après le Tintoret, Le Christ succombant sous la croix, d'après Tiepolo, ainsi que l’Apothéose, la Mère au Sépulcre et une Trinité.
En 1882, il se met à la technique de gravure à l'eau-forte, qui devient le mode d'expression artistique qui lui convient. Désormais ce sont presque uniquement des eaux-fortes qu'il expose aux salons de Paris et de Marseille.

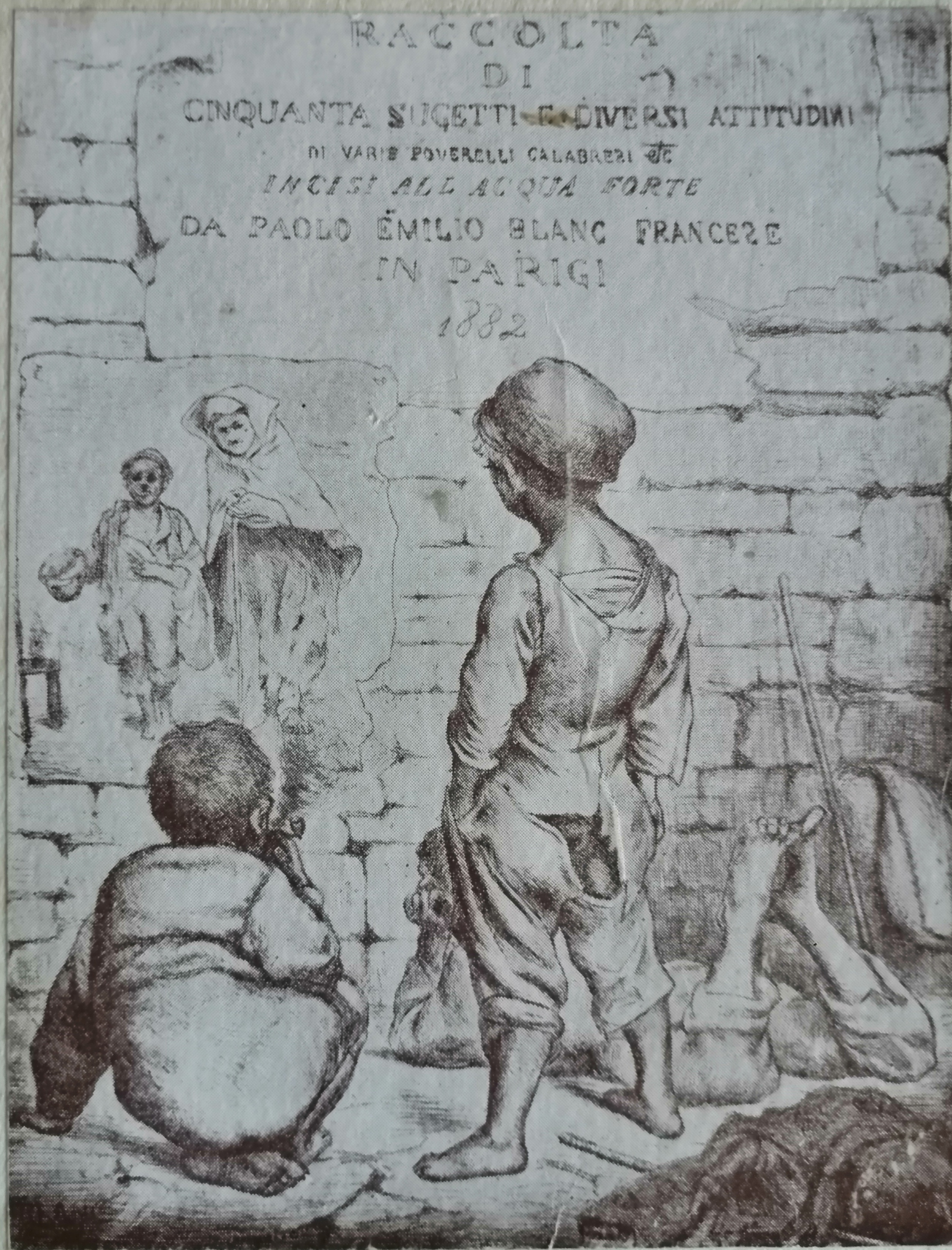
Paul Blanc, projet de couverture pour un recueil de gravures.

Paul Blanc épouse Rosalie Mothère ; leur fils Pierre naît le 17 novembre 1888. Le parrain est son ami, le peintre Pierre Lehoux, qui aide financièrement Paul Blanc et encourage sa création dont le thème ne rencontre guère de succès public. Son second fils dont le parrain est le peintre et poète Valère Bernard nait le 5 juin 1895. Paul Blanc et sa famille habitent à Saint-Julien-le-Montagnier, où il vit misérablement. Sa maison devient le relais de passage des mendiants qu’il héberge, et qu'il fait poser pour les dessiner. Il montre un sens aigu d'observation, de la mise en scène de ses modèles qu'il habille de costumes ou de haillons qu'il a rapportés de ses voyages en Italie.
Valère Bernard témoigne : « Son œuvre violente et pitoyable, peu faite pour plaire à l'amateur vulgaire, restera comme le plus formidable document humain de la misère ». 
Lucien Vialat écrit : « La technique de ses gravures n’est pas froidement parfaite ; le dessin n’est pas toujours rigoureux ; les ombres sont parfois opaques ; mais des traits pressés, griffés, surchargés, surgit l’intense expression des physionomies et des gestes ». 
Le journaliste Charles Chincholle, amateur de gravures, fait son éloge dans sa revue L’Estampe. L’éditeur Fernand Clerget organise alors une exposition, inaugurée le 1er janvier 1897 à Paris. Le milieu artistique et la presse parisienne reconnaissent la qualité des œuvres, cependant le public n’achète pas. De même, l’exposition des Artistes Marseillais en avril 1897 est décevante. Mais, en juin 1898, le Salon des artistes français lui décerne une mention honorable.
En 1906, il expose six études à l’Exposition coloniale de Marseille. La ville lui achète dix eaux-fortes que possède encore le Musée des Beaux-Arts de Marseille. 
Paul Blanc meurt à l’hôpital psychiatrique d’Aix-en-Provence le 1er juillet 1910.

## Œuvres
- Mendiant avec deux béquilles, Gravure et aquatinte en bleu foncé sur papier Ingres, date 1890-1900

(H:281 mm largeur:196 mm) Registration number : 1995,0618.15. Lieu de conservation : British Museum
- Mendiant, Eau-forte et aquatinte sur papier vergé d'Arches , date vers 1880-1910

Bibliog. : Inventaire du fonds français après 1800, 1937, T. II, p. 473-474.
Dans les collections publiques :
- Paris, Bibliothèque Nationale, Cabinet des estampes : dix eaux-fortes[9].
- Marseille, musée des Beaux-Arts, Palais Longchamp : dix eaux-fortes.
- Draguignan, musée municipal : six eaux-fortes.

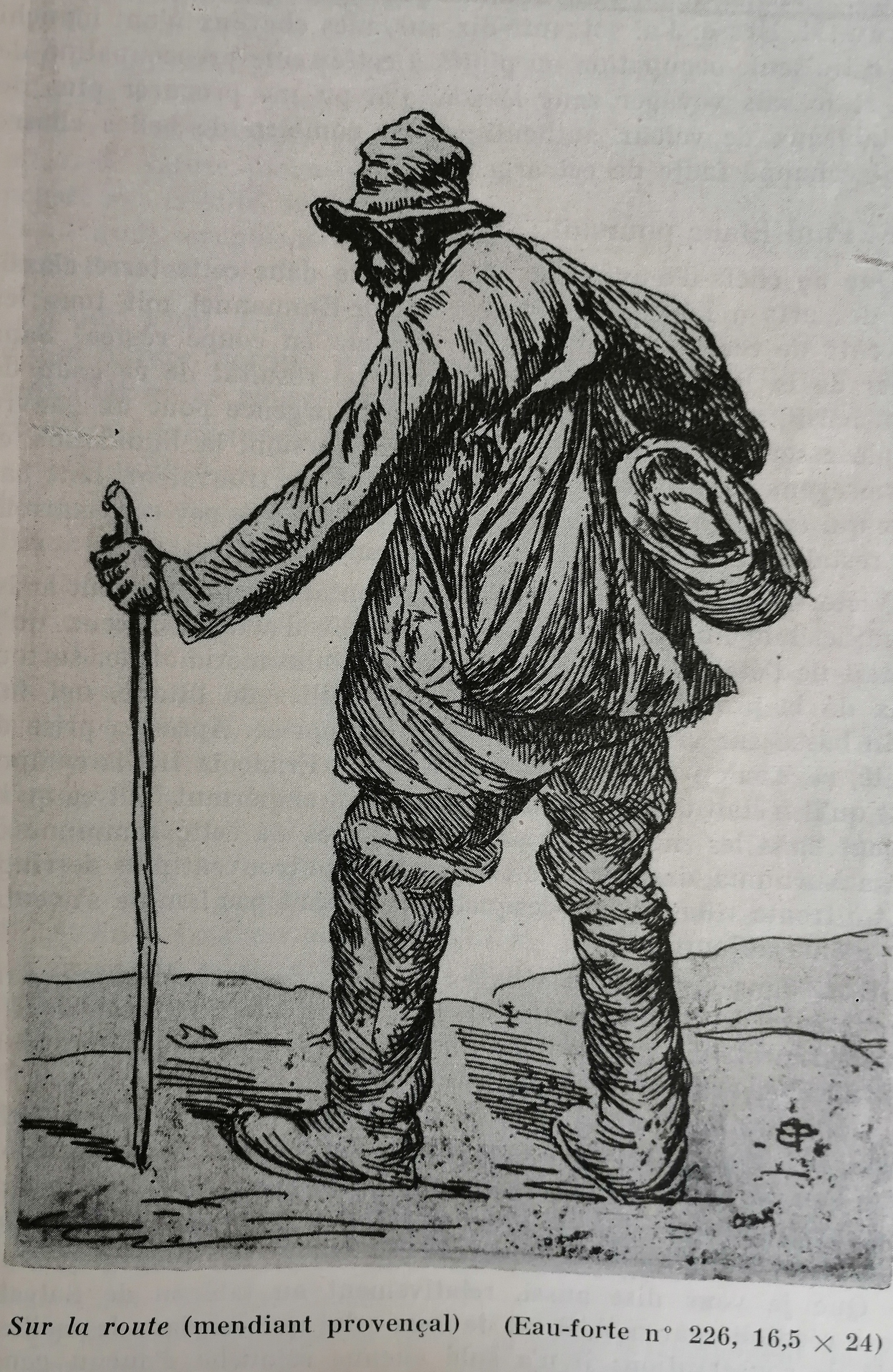
Mendiant provençal.
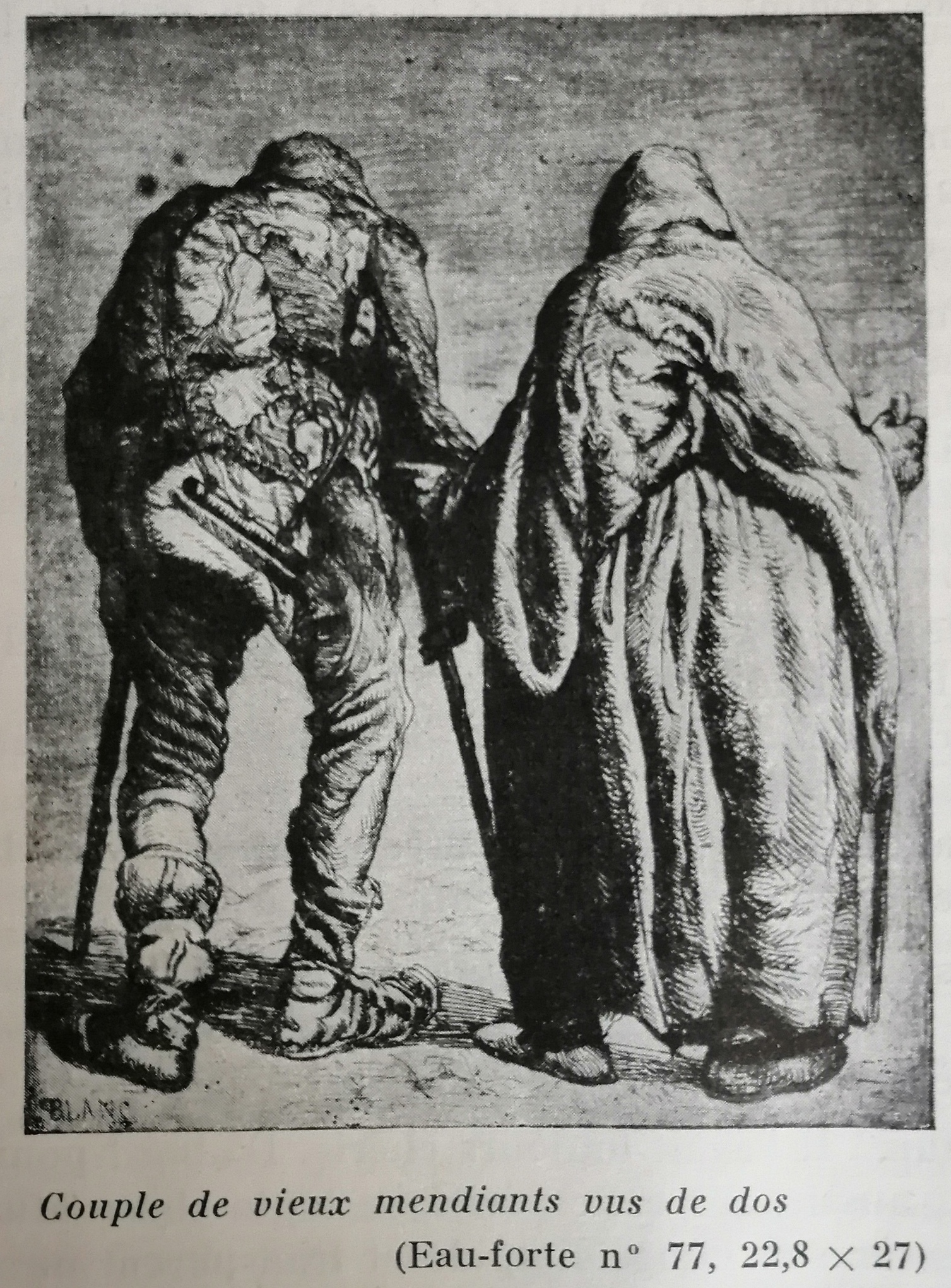
Couple de vieux mendiants.
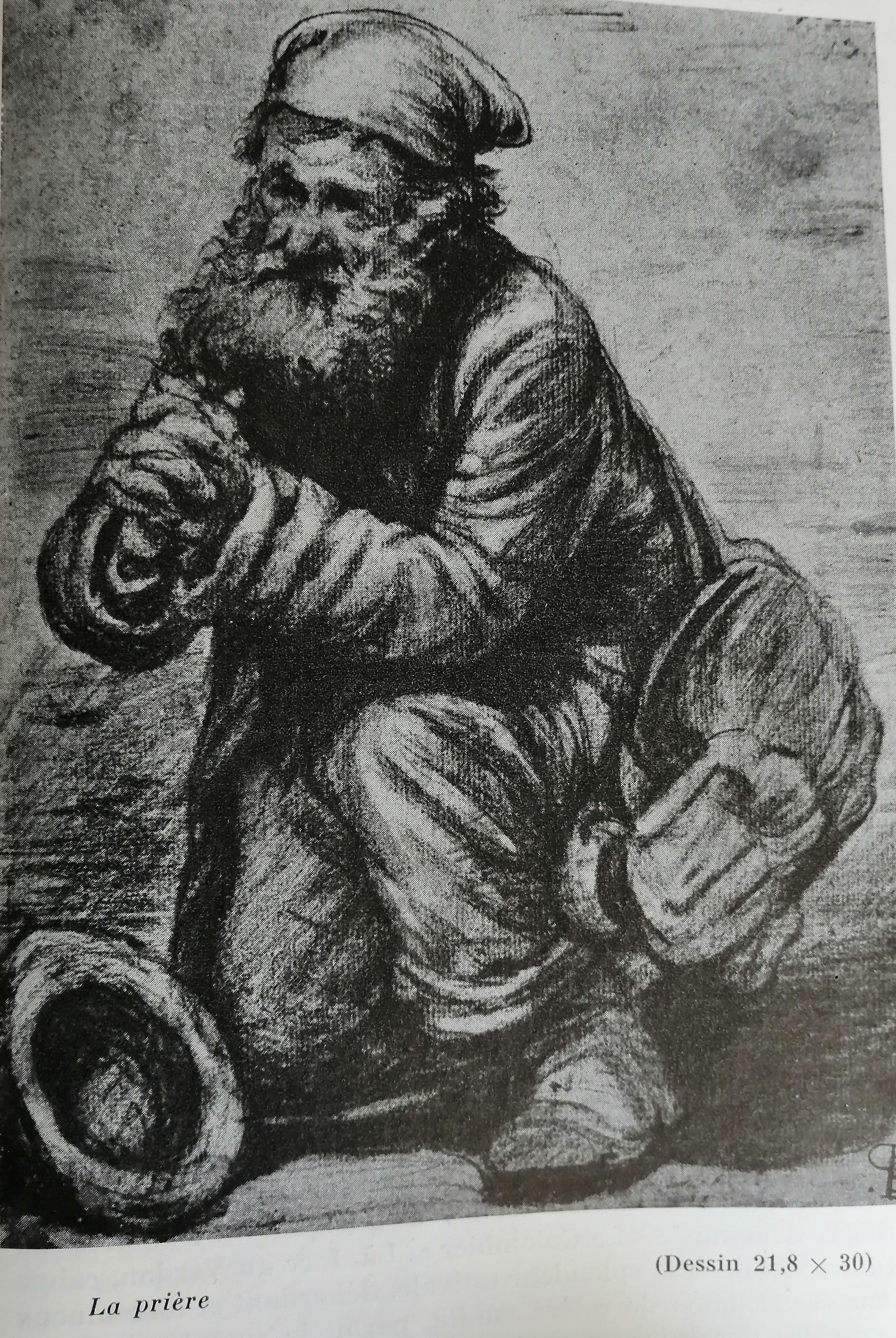
La prière.
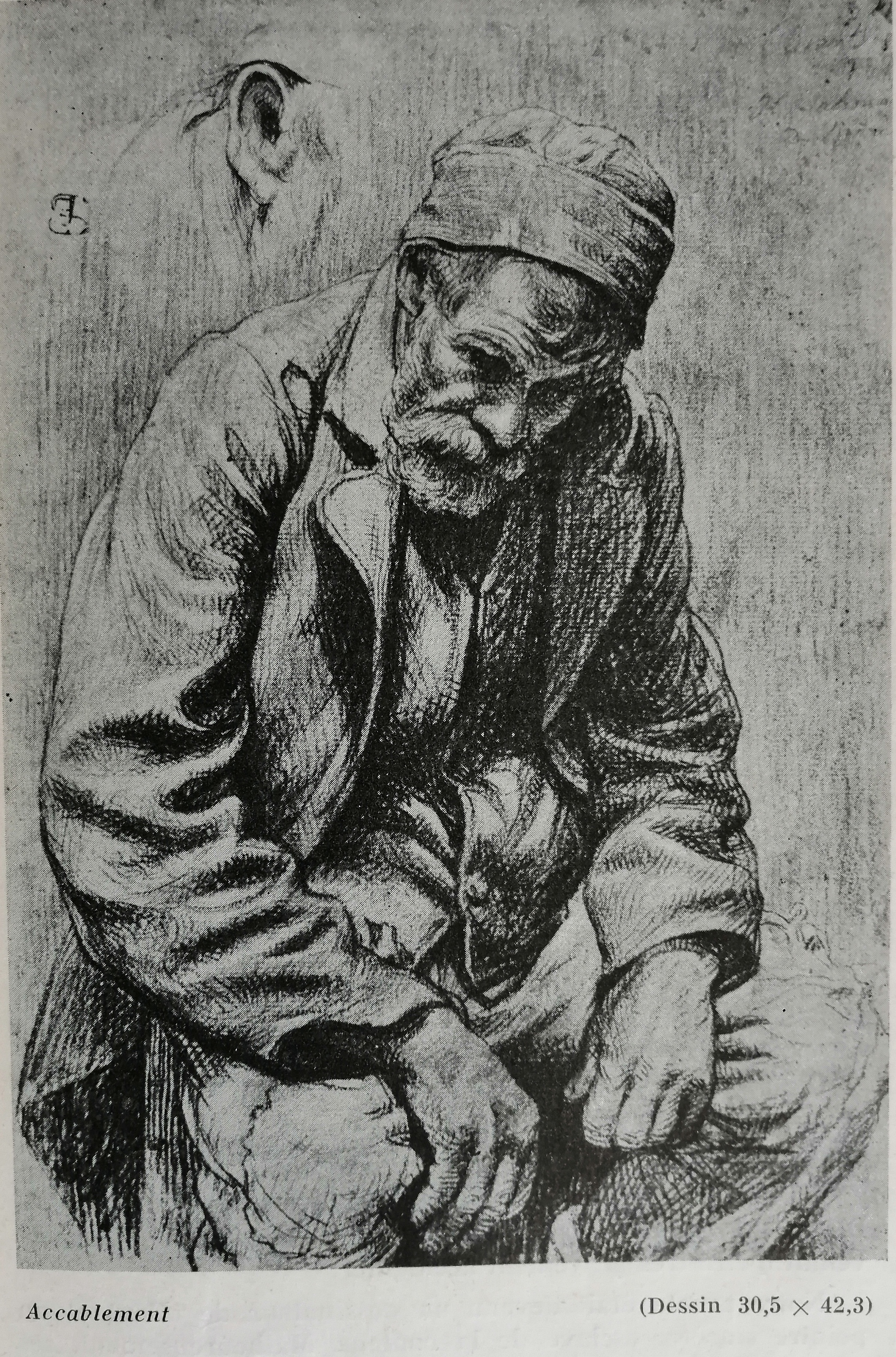
Accablement.
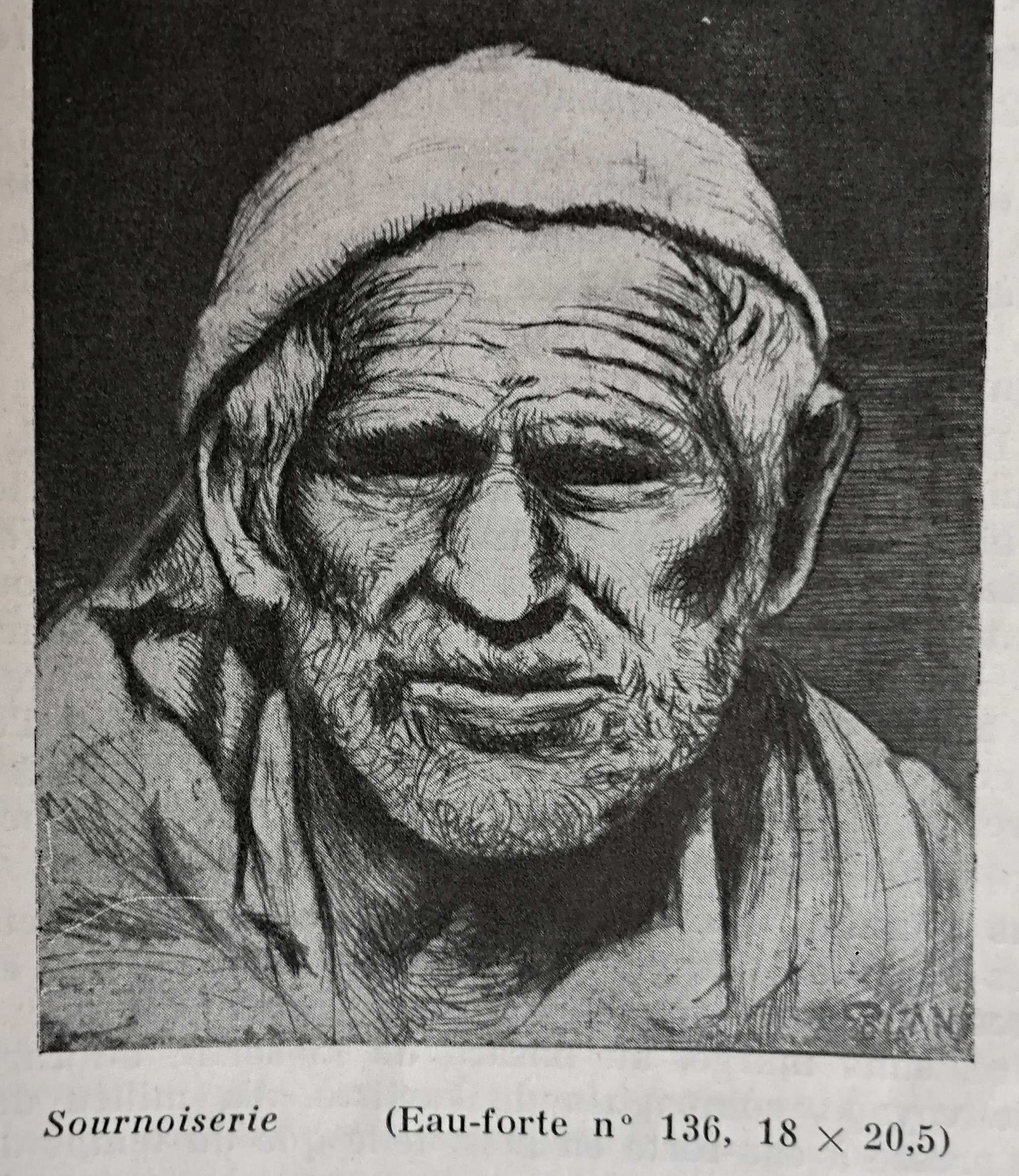
Sournoiserie.
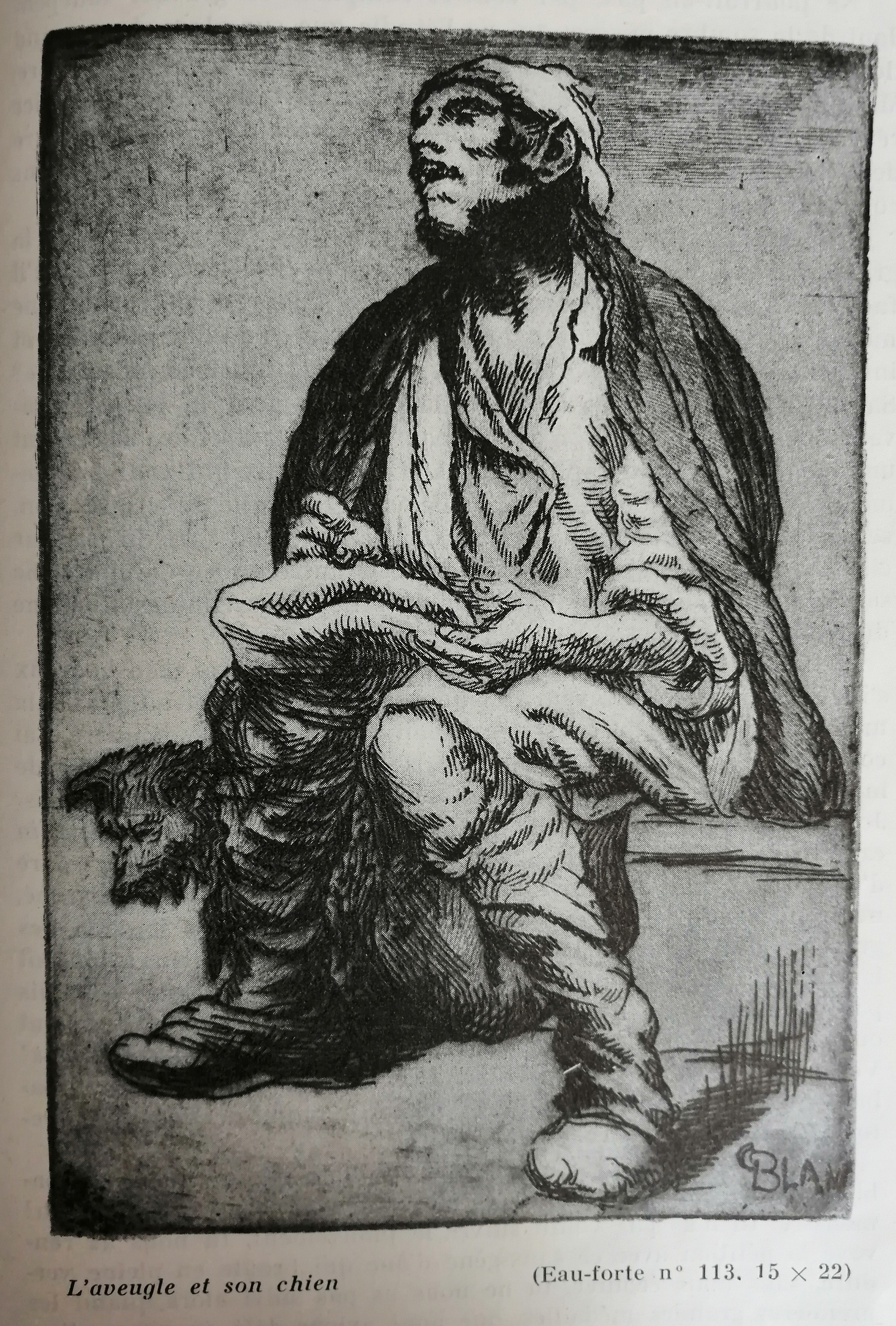
L'aveugle et son chien.
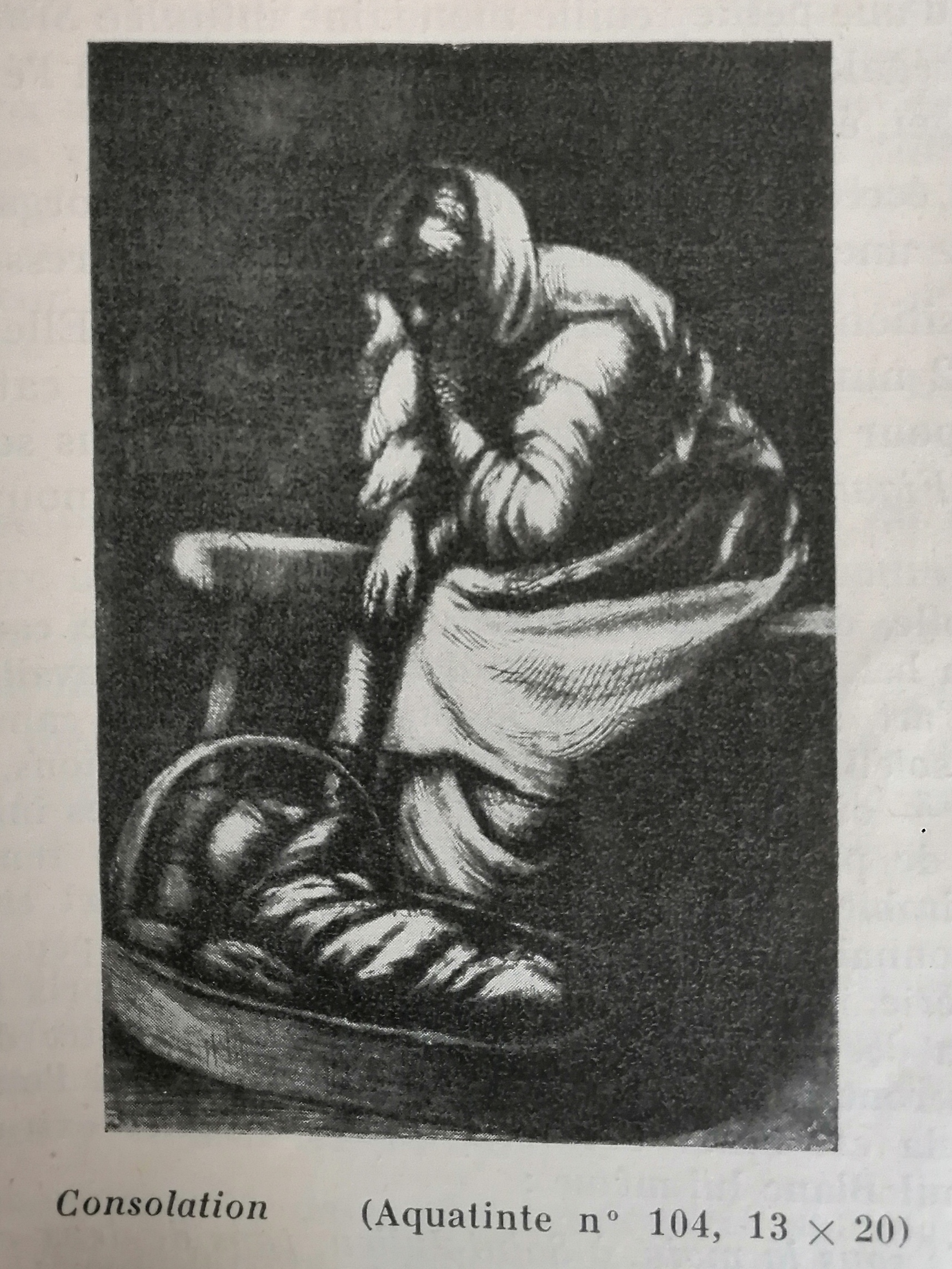
Consolation.